# 棋盘花辛碱
棋盘花辛碱（英語：Zygacine），是一种从藜芦科下属毒蒜花属、沙盘花属、羽铃花属和棋盘花属植物中提取的类甾体生物碱。这些植物在北美通常被称为死亡卡马夏（death camas），其在北美很普遍，由于与野葱等其他可食用植物相似，经常导致户外运动爱好者和牲畜中毒。尽管从外形上很相似，但其没有明显的洋葱气味，味道很苦。
误食棋盘花辛碱的后果是致命的。人类中毒的症状包括恶心、呕吐、心率减慢、低血压和共济失调。动物中毒症状包括食欲不振、协调性下降、消化和排泄障碍、呼吸困难、心跳加速；并死亡率很高。
人棋盘花辛碱中毒的建议治疗方案是注射多巴胺和阿托品。对于动物，治疗方案则为多巴胺、印防己毒素（木防己苦毒素）和活性炭。

## 历史
1913年科学家尝试对棋盘花属植物提取到的生物碱进行鉴定，并从中分离出了棋盘花辛碱。由于棋盘花碱（zygadenine）的药理活性极低，因此研究人员随后对Zygadenus venenosus和Zygadenus paniculatus两种棋盘花属植物进行了研究，结果发现棋盘花辛碱是主要毒性成分之一。尽管棋盘花辛碱最初在1913年分离得到，其立体构像则到1959年才确认。
早在19世纪，就有报道牲畜和人类因食用死亡卡马夏而导致棋盘花辛碱中毒的案例。多年来，它一直是导致包括羊、牛、马、猪和家禽在内的许多牲畜中毒和死亡的元凶。1964年曾报告过一宗500只羊死亡的中毒事件。1987年，又发生了一宗250只羊死于死亡卡马夏中毒的事件。中毒事件通常发生在早春，因为那时死亡卡马夏最为丰富，而牲畜的其他食物来源有限。羊似乎最容易中毒，因为它们采食行为习惯拔起并吃掉整株植物。潮湿的环境更容易导致牛中毒，因为这使得牛更容易从土壤中拔起植物。人类也有曾有因误将死亡卡马夏当成可食用植物而导致棋盘花辛碱中毒的案例。1994年，一名男子在无意中食用了一种棋盘花属植物后，出现胃肠道症状、心率减慢和低血压，并被送往急诊室。

## 毒性
棋盘花辛碱是一种高毒物质，小鼠LD50为2.0 ± 0.2 mg/kg（静脉注射）和132 ± 21 mg/kg（口服）。转换成人、牛和羊，其致死量如下：
| Subject  | 人 (60 kg)      | 牛 (600 kg)       | 羊 (80 kg)       |
| -------- | --------------- | ----------------- | ---------------- |
| 静脉注射 | 108 mg - 132 mg | 1.08 g - 1.32 g   | 144 mg - 176 mg  |
| 口服     | 6.66 g - 9.18 g | 66.60 g - 91.80 g | 8.88 g - 12.24 g |

棋盘花辛碱对与人畜的通用中毒症状包括但不限于胃肠道和心血管疾病，如恶心、呕吐、腹泻和心律不齐等。
人摄入有毒的死亡卡马夏植物后一小时内，将开始出现恶心、呕吐、腹部绞痛和腹泻。其他症状包括低心率、低血压、共济失调和肌肉痉挛等。
动物中毒初期症状包括口吐白沫，随后出现恶心和呕吐。严重中毒的动物会出现食欲不振、不协调和抑郁症状。尤其是羊会出现头部和耳朵下垂，背部拱起的站姿。对于消化系统，会出现消化道肌肉不自主运动的肠蠕动，并导致频繁排便和排尿。对于心肺系统，严重中毒的动物会出现脉搏微弱而快速，呼吸困难的情况，并且颤抖的呼吸困难容易与抽搐行为混淆。

## 机理
棋盘花辛碱作为一种藜芦类甾体生物碱，其作用于电压门控钠离子通道，并改变其通透性。而且受影响的钠离子通道重新激活的速度比未受影响的通道慢1000倍，棋盘花辛碱还会阻止钠通道失活并改变其激活阈值，使它们即使在静息电位下也能保持开放。因此，细胞内的钠离子浓度升高，导致神经和肌肉兴奋性增加，进而刺激控制心脏、肺和消化道副交感神经功能的迷走神经，从而导致肌肉收缩、神经重复放电和心律不齐。

## 治疗
目前没有针对棋盘花辛碱中毒的解毒药，仅能对出现的中毒症状进行对症治疗。其中优先治疗心动过缓和低血压。这些症状最初用阿托品治疗。在一项阿托品疗效不佳的病例研究中，有过使用多巴胺成功治疗了低血压和心动过缓的案例。因为多巴胺可增加肾脏钠排泄、血压和心率。
对于动物中毒，据报道有效方法是每45 kg体重注射2 mg硫酸阿托品和8 mg印防己毒素。静脉输液用于增加血压。胃管可用于缓解胃胀动物的胃压。